# Café Deutschland
Café Deutschland est une huile sur toile de 285 sur 330 cm réalisée par le peintre allemand Jörg Immendorff. Elle est aujourd'hui conservée à Londres à la Saatchi Gallery.

## Biographie
Jörg Immendorff est un peintre néo-expressionniste né en Allemagne en 1945.
Il étudie à l'académie des beaux-arts de Düsseldorf de 1963 à 1964, et son but est de faire quelque chose de nouveau, d'innovant. Son but est de faire réagir et d'engager une transformation sociale à travers son art, très engagé, et il se penche également sur le rôle de plus en plus réduit de l'art, c'est-à-dire pour lui le fait que l'art a de moins en moins d'importance dans notre société moderne, ou du moins son rôle n'a plus le même sens, la même portée.
Il dit d'ailleurs à ce sujet : « Pour moi, le sentiment que tout le monde partait avec une Allemagne divisée devenait de plus en plus insupportable. J'étais maintenant le seul à avoir peint presque excessivement contre la division ».
En 1966, il peint des bébés et invente un type de performance qu'il appelle « lidl », en référence à une onomatopée d'enfant. Au début des années 70, il se tourne vers la peinture militante et s'engage contre la guerre du Viêt Nam. En 1976, il se concentre sur l'histoire de l'Allemagne et, entre 1977 et 1983, il peint une série de tableaux qui se nomment Café Deutschland. Tous ces tableaux sont inspirés d'un tableau de Renato Guttuso, Antico Caffè Greco. Il expose en 1985 à la Biennale de Paris. Il crée également de nombreuses sculptures, dont la plus impressionnante est une sculpture en fer de 25 mètres, qui représente un tronc de chêne. Cette œuvre est exposée en Allemagne à Riesa. Il devient professeur en 1996 à l'académie de Düsseldorf. Il gagne en 1997 le Prix Marconi, qui est le prix artistique le mieux doté au monde, et en 1998 il reçoit l'ordre du Mérite de la République fédérale allemande. En 2005, Immendorff illustre la Bible avec 25 de ses peintures.
Il meurt en 2007 de la maladie de Charcot.

## Œuvre
Dans la série Café Deutschland, Immendorff exprime le chaos et la paranoïa de l'Allemagne avant la réunification, et avait prédit celle-ci. Il appelle à une mobilisation contre le totalitarisme. Il fait de ses œuvres une catharsis. Le café était un décor habituel et très aimé des impressionnistes, car pour lui c'est un révélateur de la mobilité sociale. Le fait que cela se passe dans un café définit l'espace scénique du tableau. C'est un club de nuit imaginé. Il se situe entre l'Allemagne de l'Ouest et l'Allemagne de l'Est. Dans ces tableaux Immendorff mélange des références autobiographiques (il se représente dans le tableau au centre, la tête en bas), des références historiques, des symboles mythologiques ainsi qu'un aspect social. Il utilise beaucoup l'ironie et de forts symboles pour véhiculer ses idées politiques.

## Analyse
Dans ce tableau on peut trouver :
- Immendorff lui-même qui observe la scène et est situé en bas à droite du tableau, à l'envers,
- les chevaux apocalyptiques de la porte de Brandebourg,
- un portrait d'Hitler qui regarde le futur comme un ivrogne, et est entouré d'une serre venimeuse, et on peut voir à l'arrière-plan un étalage de bouteilles qui font référence au bar, mais à l'envers,
- une phrase en allemand « zurück ins Feld », qui signifie « retour sur le terrain »

Ce tableau est très mouvementé, tourbillonnant, et est composé de multiples formes enchevêtrées et parfois peu distinguables les unes des autres. Cette peinture n'a pas de perspective, les plans se superposent et les figures sont positionnées dans tous les sens. L'ensemble de la composition est très complexe. Il n'y a pas de logique, ou d'associations d'idées ou d'images qui ont un sens. Les couleurs de ce tableau sont très vives et il se dégage une grande énergie de par le mouvement et les couleurs, qui sont très variées et éclatantes.